# Prénouvellon
Prénouvellon – miejscowość i dawna gmina we Francji, w Regionie Centralnym, w departamencie Loir-et-Cher. W 2013 roku jej populacja wynosiła 230 mieszkańców. 
W dniu 1 stycznia 2016 roku z połączenia siedmiu ówczesnych gmin – La Colombe, Membrolles, Ouzouer-le-Marché, Prénouvellon, Semerville, Tripleville oraz Verdes – utworzono nową gminę Montrichard Val de Cher. Siedzibą gminy została miejscowość Ouzouer-le-Marché. 